# Artifact (banda)
Artifact fue una banda de metal industrial originaria de la ciudad  Stavanger, Noruega y formada en 2002 y disuelta en 2013.

## Historia

### Formación yAbandoned E.P. (2005-2006)
Artifact fue formado en la ciudad de Stavanger, en la costa oeste de Noruega a finales de 2002. Después de un comienzo difícil y una larga serie de cambios de formación, (entre ellos cinco cantantes diferentes y un baterista), la banda se estableció con su formación actual a finales de 2004, cuando el vocalista de Tor Arne Fassotte de Unpure y This Negative Karma se unió a la banda. 
Además el grupo consistió también de Tor Arne, el  guitarrista Bjørnar Landa (que también tocó con Sirenia y Deathfare), The Dictator (personaje ficticio y de identidad desconocida para el público), quien se encargó de la batería, las muestras y los sintetizadores. Finalmente el guitarrista Pal Evensen, se encargó de los programas de The Dictator y escribió la mayoría de la música. Con esta fprmación, lanzaron un EP, Abandoned E.P., en 2005. 
Comenzaron una pequeña gira nacional para apoyar el EP, y  tocaron cinco conciertos sólo en Noruega. Durante el verano de 2006, a la banda se le unió el bajista Jan Henrik Vuyk. Ellos tenían previsto grabar un disco para fines de ese año, ya que había suficientes canciones escritas.

### The Only Salvation (2007-2009)
Comenzaron a grabar su álbum debut en 2007., Sin embargo, Jan abandonó la banda en 2008 después de las sesiones de grabación, por razones personales. 
El nuevo álbum contiene once canciones en total., de ellas, hay tres  nuevas. Los otros temas habían sido incluidas en Abandoned  a través de su página web como una descarga gratuita. 
Sin embargo, las canciones han sido remezcladas y las nuevas piezas se han añadido, como un puente nuevo, nueva intro, etc The Only Salvation, iba a ser lanzado en el invierno de 2007/2008, pero no fue posible publicarlo para enteons  por problemas de manejo con Rock Management.
Posteriormenet, Artifact firmó un contrato con Spiralchords y COP
El álbum fue finalmente lanzado el 10 de abril de 2008 en iTunes. Fue lanzado el 1 de junio de 2008 en Noruega , el 9 de mayo en Alemania y el 10 de junio  en Estados Unidos.
The Only Salvation  fue nominado al l premio "Disco del Mes" por Zillo Music Magazine (Alemania). Svein Harald Kleppe unió a la banda como baterista en abril de 2008.

## Estilo musical
El sonido de Artifact es algo  electrónico debido a los ritmos programados y el uso frecuente de muestras industriales y ruidos de sintetizador. La música no se trata de un virtuosismo instrumental, sino que se trata de  cambios rápidos en el tiempo, alucinantes solos de guitarra, los cuales  se escuchan sobre ritmos programados de  percusión de fondo. 
Hay un uso extensivo del sintetizador y música gótica - un sonido que a menudo ha sido comparada a la de Type O Negative (probablemente debido a la voz profunda y melódica Tor Arne), The Sisters of Mercy  y Zeromancer. Otras influencias importantes son: Rob Zombie, Ministry, Depeche Mode, Marilyn Manson y Nine Inch Nails.
La banda tuvo su concierto debut en la ciudad de Sandnes en mayo de 2005, el apoyo a Trail of Tears, posterior al  demo llamado Abandoned E.P. en septiembre del mismo año.
Desde entonces, Artifact  ha realizado conciertos en otras partes de Noruega, ha sido transmitido en la radio nacional en varias ocasiones. Tocó como apoyo a bandas como Theatre of Tragedy, Tristania y Zeromancer, y tocaron en el prestigioso festival Wave-Gotik-Treffen en Leipzig, Alemania .

## Discografía

### Álbumes
- The Only Salvation (2008)
- Desolation (2013)[1]

### EP
- Abandoned E.P. (2005)

### Canciones inéditas
- Never Let Me Down Again (Depeche Mode cover)

## Miembros

### Últimos miembros
- Pål Evensen - Guitarras, teclados, bajo, Muestras (2002-2013)
- Tor Arne Fassotte - Vocalista (2004-2013)
- Svein Harald Kleppe - Batería (2008-2013)

### Adicional
- Ronny Fredriksen - guitarra (Conciertos) (2008-)

### Antiguos miembros
- Bjørnar Landa - Guitarras (2002-2009)
- Jan Henrik Vuyk - Bajo (2006-2008)
- Tom Roger Thu - Vocalista (2003-2004)